# Bitka pri Covadongi
Po naglem arabskem osvajanju Iberskega polotoka v letih 711 do 718 so muslimanski voditelji doživeli svoj prvi poraz v boju proti kristjanom leta 722 v bitki pri Covadongi, kjer jih je premagala vojska pod vodstvom vizigotskega plemiča Pelagija (špansko Don Pelayo). Prva zmaga kristjanov je spodbudila več uspešnih uporov v naslednjih letih in posledično vodila v rekonkvisto, ponovno osvojitev celotnega španskega ozemlja, ter postala večni simbol krščanskega upora proti muslimanski zasedbi.

## Ozadje bitke
Po zmagi nad Zahodnimi Goti v bitki pri Guadaleti leta 711 so Arabci v nekaj letih (711–718) zavzeli skorajda celotno ozemlje Iberskega polotoka, kjer so ustvarili svojo islamsko državo Al Andaluz. Njihovi nadvladi se je zaradi svoje odmaknjenosti uspelo izogniti le redko poseljenemu območju asturijskih gora na skrajnem severu, ki so ga še od predrimskih časov naseljevali Galijci, Asturijci, Kantabrijci, Baski in nekatera druga ljudstva. Ob arabskem vdoru so se tja tako pričeli zatekati tudi Vizigoti, kristjani iz celotnega polotoka, da bi lahko živeli neodvisno od nadvlade muslimanskih osvojevalcev. 
Največji junak bitke pri Covadongi je bil brez dvoma vizigotski plemič po imenu Pelagij Asturijski (685-737). Bil je sin grofa Favile in vnuk Hindasvinta, nekdanjega kralja Vizigotov. Njegov oče je bil ubit po ukazu Vitize, takratnega kralja Hispanije in Pelagij se je zatekel k svojim zaveznikom v Asturijo. Kasneje se je umaknil v Jeruzalem, kjer je ostal vse do smrti Vitize in okronanja kralja Roderika leta 710. Bil je pristaš novega vladarja, zato se je vrnil in postal poveljnik kraljeve vojske, s katero je branil ozemlje pred Mavri v bitki pri Guadaleti leta 711. Roderikova vojska je bila poražena in Arabci so brez težav zavzeli polotok. Pelagij je pred zavojevalci zbežal v Toledo in kasneje nazaj v Asturijo, kjer so ga pod vse večjim pritiskom s strani okupatorjev leta 718 tamkajšnji prebivalci izbrali za svojega prvega kralja. Še istega leta je vodil prvi upor, ki pa je bil neuspešen. Pelagija so ujeli in poslali v Córdobo, a je pobegnil in se zatekel v asturijsko gorovje ter se zopet pridružil tamkajšnjemu odporniškemu gibanju in vodil nove vstaje. Njegovem uporniškem gibanju sta se pridružili tudi Kantabrija in Baskija. 
Čeprav Mavri nikoli niso uspeli premagati Pelagija in zavzeti Asturije, ta kar nekaj časa nikakor ni mogel omajati njihove premoči. Leta 721 je muslimanska vojska napadla Frankovsko Kraljestvo in bila poražena v bitki pri Toulousu, zato je takratni vladar Omajadskega kalifata pred povratkom svoje čete poslal še v Asturijo, kjer naj bi zatrle upor.

## Bitka
Leta 722, najverjetneje 28. maja, je muslimanska vojska Omajadskega kalifata pod poveljstvom Munuze in Al Kama vkorakala v Asturijo. Pelagij se je s svojo vojsko, ki je domnevno štela le okoli 300 do 500 mož, iz oporišča v Cangas de Onís umaknil v gore. Poveljnik nasprotnikov ga je poskusil prepričati v predajo, a je Pelagij ponudbo zavrnil, zato se je sovražna vojska odpravila v boj. Pelagijeve čete so napadle iz gorskih pobočij, nekaj njegovih mož pa se pred nasprotniki skrivalo v jami. Ker je v spopadu padel tudi eden od poveljnikov muslimanske vojske, so se vojaki začeli umikati z bojišča, a so le te pričakali oboroženi vaščani, ki so se v upanju na uspeh medtem odločili priskočiti na pomoč Pelagijevim možem. Mavri niso mogli sprejeti nepričakovanega poraza. Munuza se je kasneje ponovno odločil soočiti s Pelagijevimi silami, a je njegova vojska zopet dokazala svojo premoč, Munuza pa je v boju izgubil življenje. Asturija je ostala neodvisna. Kljub temu da je bila bitka v očeh muslimanov nepomembna in zmaga nasprotnika le majhna, so ji kristjani pripisali skorajda epske razsežnosti. Pelagija je uspeh povzdignil v narodnega heroja ter položil temelje 7 stoletij trajajoče rekonkviste. Pelagij je Asturiji vladal še vse do svoje smrti leta 737, ko ga je na prestolu nasledil sin Favila.

## Rekonkvista
Datum bitke pri Covadongi danes obeležuje začetek Rekonkviste, procesa osvobajanja današnjega španskega ozemlja izpod arabske okupacije. Rekonkvista je trajala kar 700 let, vse do leta 1492, ko je padla Granada, zadnje arabsko oporišče v Španiji. Pričela se je vladavina Katoliških kraljev.

## Covadonga danes
V Covadongi naj bi se pred odhodom v boj Pelagiju in njegovi vojski v Sveti Jami (špansko Santa Cueva) prikazala Marija, zato je vas, ki je  na vzhodu Asturije blizu Cangas de Onís, postala priljubljena romarska destinacija. V jami je zato zgrajena kapela, v njej pa tudi grobnica, kjer domnevno počiva sam Pelagiju, njegova žena Gavdiosa ter njuna hči Ermesinda s svojim možem Alfonzom I.. Alfonz I. je bil sin kantabrijskega grofa Petra, Pelagijevega zaveznika. Kasneje je postal tretji kralj Asturije in dal zgraditi kapelico v Pelagijevo čast.